# Bastioides coxopunctata
Bastioides coxopunctata is een hooiwagen uit de familie Sclerosomatidae. De wetenschappelijke naam van Bastioides coxopunctata gaat terug op Mello-Leitão.